# Norðurstreymoy
Norðurstreymoy (IPA: /noːrstrɛimi/, danska: Nordstrømø) är en landsdel på Färöarna. Den 1 januari 2016 hade Norðurstreymoy 3 776 invånare, fördelade på 17 bygder. Norðurstreymoy omfattar de två nordligaste tredjedelarna av ön Streymoy. Norðurstreymoy avgränsas mot Suðurstreymoy mellan Kollafjørður och Kaldbaksfjørður i öster och mellan Skælingur och Norðradalur i väster.

## Administrativa indelingar

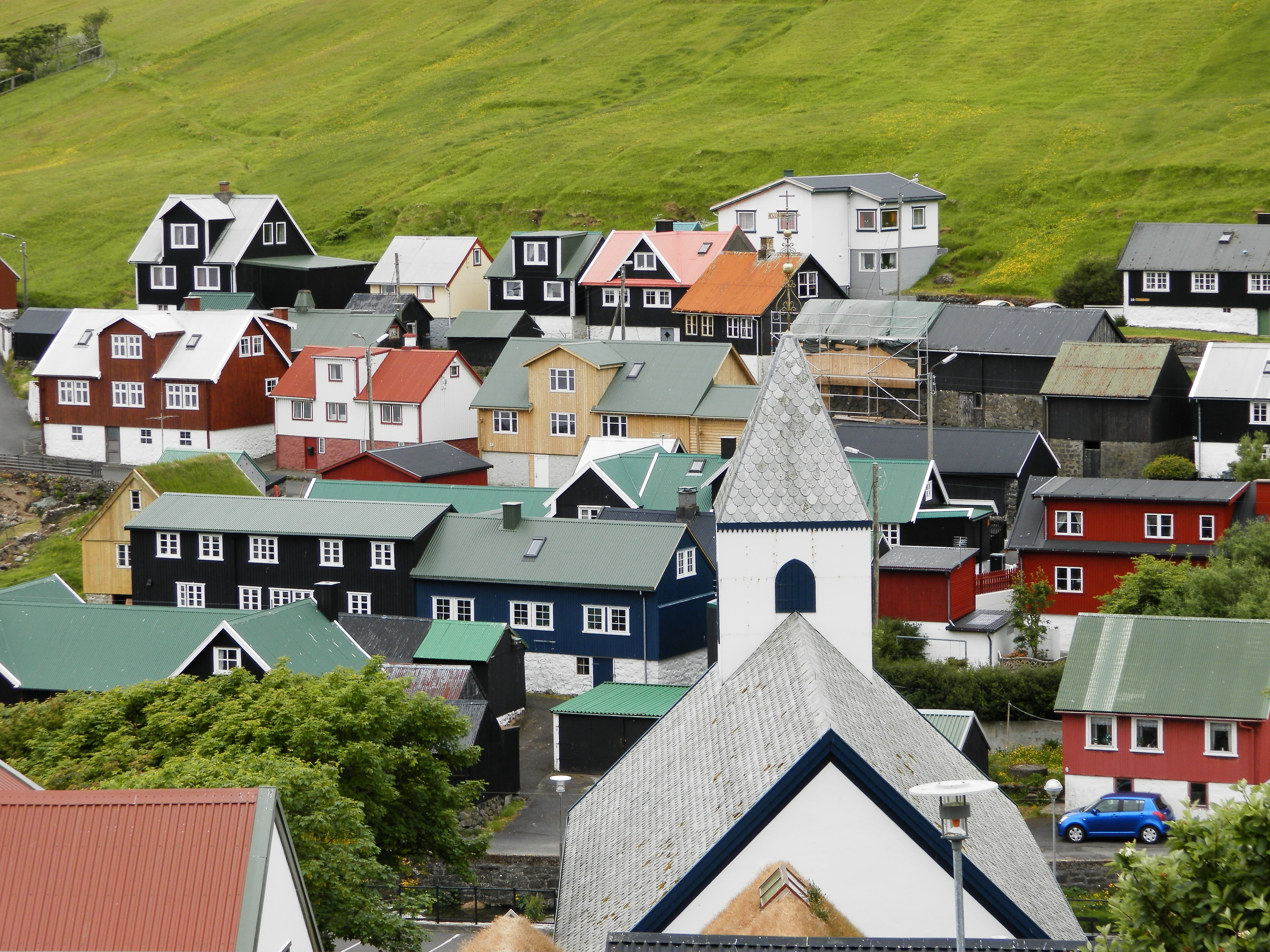
Prästgården på Norðurstreymoy ligger vid Kvívíks kyrka.

Norðurstreymoy och Suðurstreymoy utgör en sýsla i polis- och rättsväsendet. Sedan 2010 har Streymoy, Vágar och Sandoy sýslor utgjort egna rättskretsar, men ett gemensamt polisdistrikt.
Norðurstreymoy utgör ett prestegjeld i Färöarnas folkkyrka med sockenkyrkorna i Vestmanna, Kvívík, 
Kollafjørður, Hósvík, Hvalvík, Saksun, Haldarsvík och Tjørnuvík. Den 1 januari 2015 var 89,7 % av befolkningen i prestegjeldet medlemmar av kyrkan.
Mellan 1854 och 2008 utgjorde Norðurstreymoy en valkrets till Lagtinget.
Norðurstreymoy indelas i kommunerna Vestmanna, Kvívík och Sunda. Sunda omfattar också bygder på Eysturoy. Bygderna vid Kollafjørður tillhör huvudstadskommunen Tórshavn, som också omfattar hela Suðurstreymoy.
I Färöarnas skeppsregister hör Norðurstreymoy, med undantag av Kollafjørður, till Vestmanna (VN).